# Teretni kontejner
Teretni kontejner (eng. freight container), po definiciji Europske komisije, je dio prijevozne opreme:
- trajne i dovoljno čvrste izvedbe tako da je prikladan za višekratnu upotrebu
- posebno konstruiran da omogući prijevoz robe pomoću jednog ili više načina prijevoza bez prekrcaja
- opremljen uređajima koji omogućuju jednostavno rukovanje, a posebno prijenos s jednog načina prijevoza na drugi
- konstruiran tako da omogućuje jednostavno punjenje i pražnjenje
- duljine 20 stopa ili više[1]